# المعراضة (القفر)

تعديل مصدري - تعديل

المعراضة محلة تابعة لقرية حضار، التابعة لعزلة بني سيف العالي بمديرية القفر إحدى مديريات محافظة إب في الجمهورية اليمنية، بلغ تعداد سكانها 53 حسب تعداد اليمن لعام 2004.